# Gložin
Gložin su naseljeno mjesto u općini Čajniču, Republika Srpska, BiH. Nalazi se zapadno od rječice Janjine.

## Stanovništvo
| Narod     | Popis 1961. | Popis 1971. | Popis 1981. | Popis 1991. |
| --------- | ----------- | ----------- | ----------- | ----------- |
| Hrvati    |             |             |             |             |
| Muslimani | 120         | 103         | 98          | 68          |
| Srbi      | 41          | 33          | 41          |             |
| ostali    | 1           | 1           |             | 31          |
| Ukupno    | 162         | 137         | 140         | 99          |